# 香港移動通訊
香港移動通訊有限公司（ホンコンいどうつうしん、英称：CSL Mobile Limited）は、香港大手電気通信事業者のひとつである。
香港で第二世代携帯電話（2G）規格のGSM 900/1800と第三世代携帯電話（3G）規格のW-CDMAのサービスを提供している。かつて香港最大手の通信事業者であった香港電話有限公司傘下、移動体通信事業を中核とする部署としてCommunication Services Limited（CSL）という経緯で成立された。
香港電話有限公司とケーブル・アンド・ワイヤレス香港テレコムの合併（1988年）で設立された香港電訊から、2001年に独立して香港流動通訊有限公司という会社になった。2002年にオーストラリア最大の通信会社テルストラ（Telstra）の子会社になり、香港で「1010」と「One2Free」という通信ブランドを運営し始めた。2006年に親会社であるテルストラが香港地元大手の不動産会社である新世界発展と合資、CSL New World Mobility Groupを成立した。CSLのブランド「1010」と「One2Free」、元新世界発展のブランド「新世界傳動網」はこの新たに成立された会社の傘下に運営することになった。
CSLという略称も同会社のキャッチプレース「Create a Simple Life」（簡単な生活を作ろう）になった。。

## 沿革
1983年 - 香港電話有限公司は「Communication Services Limited」（通訊服務有限公司、略称CSL）という子会社を設立し、第一世代携帯電話であったNAMTSネットワークで構築された携帯電話サービスを提供した。香港で最初の携帯電話会社となった。
1984年 - CSLはNEC社が開発した携帯電話システム「NAMTS」で、最初の公衆無線通信サービスを提供し始めた。
1987年 - NAMTSからTACSシステムを切り替え、「CSL」と「UNITACS」の2つのブランドで携帯電話サービスを提供。
1990年 - 親会社であった香港電話有限公司は香港電訊に再構築され、CSLも「香港電訊CSL」に変更された。
1993年 - 7月に「1010」というブランドで第二世代携帯電話のGSM 900を提供し始め、香港でのGSMサービスを提供する2社目となった。
1996年 - 若者ユーザ向けのブランド「One2Free」を設立。
1997年 - 香港電訊CSLはD-AMPSとGSM 1800 (PCS)の運営免許を持つ携帯電話事業者「訊聯電信」を買収。D-AMPSサービスは「1+1」のブランドで提供、GSM 1800サービスは同会社が運営しているGSM 900サービスと合わせて、デュアルバンドのネットワークとして「1010」と「One2Free」のブランドで運営。
2001年 - 2月、大富豪李嘉誠の次男・李沢楷が社長を務めるパシフィック・センチュリー・サイバーワークス社（PCCW）は香港電訊を買収し、香港電訊CSLの60％の株をオーストラリアの最大の電信業者テルストラに売却した。中国語社名は「香港流動通訊有限公司」に変更されたが、英語社名は変更せずに「CSL」のまま。
2002年 - PCCWに買収された香港電訊は、残りの株もすべてテルストラに売却した。同年、CSLは香港政府から第三世代携帯電話の運営免許を取得。
2004年 - 12月、CSLはW-CDMAで第三世代携帯電話サービスを提供し始めた。3G端末を持つユーザは所有するSIMカードで3Gサービスが使えるようになる。
2005年 - 香港政府はD-AMPSの使用者がごく希少かつ技術が時代遅れの故に、D-AMPSの運営免許を回収することを提唱。結局、「1+1」ブランドの運営は終了し、D-AMPSネットワークも終了となった。同年、地元の大手不動産会社「新世界発展」傘下の「新世界移動控股有限公司」（新移動）はCSLの親会社であるテルストラと合意を達した。2社傘下の香港での携帯電話事業は合併し、「Telstra CSL」という新会社を設立。新移動が持つ「新世界流動電話公司」の事業利益はTelstra CSLにすべて譲渡してから、2.44億香港ドルで新会社の23.6％の株を買収。新会社の残りの76.4％の株はテルストラが持つ。
2006年 - 4月1日、CSLと新移動は本格的に合併し、「CSL New World Mobility Group」を新しく設立。新移動のブランドだった「新世界傳動網」はこの新会社の傘下になり、GSM 1800 (PCS)サービスのみ提供。
2006年 - 11月22日、新移動が持つ「CSL New World Mobility Group」の23.6%の株はその親会社である新世界発展に売却。
2008年 - 6月19日、「新世界傳動網」を運営する「新世界流動電話公司」の社名は「香港移動通訊有限公司」に変更し、事業本部もCSL本部に移行。
2009年 - 3月31日、CSLは「Next G」のブランドで第3.5世代移動通信システムであるHSPA+サービスを導入予定。
2009年 - 9月2日、CSLは同社、将来第4世代移動通信システムのLTEネットワークの採用予定を発表し、3.5GであるWCDMA 900ネットワークで提供するHSPA+サービスも本格的に始めた。
2010年 - 5月、CSL傘下の「one2free」は同年1月22日に「公平使用ポリシー」を発表し、使い放題のデータプランの容量上限を大幅に制限した措置は、当初「データ使い放題」という言い方に違反した。香港政府の電信管理局が《電信条例》第7M条に違反するとしてCSLに13万香港ドル罰金を判決。
2012年 - 2月2日、電信管理局は電信事業者向けの新しい公平使用ポリシーを発表してから、同業の數碼通（スマートン）は2月13日より「データ使い放題」新規契約を中止し、既存契約が結ばれているユーザは契約完了後も「データ使い放題」契約から「容量により加算」契約に移行予定だと発表。一方、CSLは同月6日の記者会見に「新公平使用ポリシー」に相応しい新データプランを発表予定。
2012年 -2月6日、CSLは予定のとおりに新データプランを発表。「データ使い放題」プランのキャンセルだと見込まれたが、CSLは意外に「データ使い放題」プランを提供し続けると発表。但し、ユーザが当月分のデータ容量は5GBを超えて以降、ネットワークの使用優先度が下げられるという制限措置を実施。同措置は少なくとも2012年の年末までに実施予定。この決定は、数日前に「データ使い放題」プランのキャンセルを発表した數碼通を困惑させた。そして結局、「データ使い放題」プランのキャンセルの決定撤回を同日に発表した。數碼通は、ユーザの当月分のデータ用量が5GBを超えると使用優先度が低下するという、CSLと同じ制限措置を実施予定。